# Canal BD
 (août 2010).
Si vous disposez d'ouvrages ou d'articles de référence ou si vous connaissez des sites web de qualité traitant du thème abordé ici, merci de compléter l'article en donnant les références utiles à sa vérifiabilité et en les liant à la section « Notes et références ».
Canal BD est un réseau de librairies spécialisées dans la bande dessinée en France (Métropole et DOM-TOM), en Belgique, en Allemagne, en Suisse et au Québec, issu du Groupement des libraires de bande dessinée (GLBD).
Ce réseau, constitué d'indépendants, lance en 2007 une chaîne nationale française de librairies spécialisées en bande dessinée.

## Historique
- 1990 : création de l’Association des libraires de bande dessinée (ALBD).
- 2007 : fondation du Groupement des libraires de bande dessinée (GLBD) et de son enseigne, Canal BD.
- 2013 : prestation de formations pour les libraires associés.
- 2014 : Canal BD reçoit le trophée de la Performance du commerce associé, catégorie Performance économique[1].

## Informations économiques
- 2017 : Chiffre d’affaires TTC du réseau (€) : 70 millions

## Lauréats du prix des Libraires de bande dessinée
Canal BD décerne chaque année un prix, d'abord nommé « prix Canal BD » et actuellement nommé « Prix des Libraires Canal BD ». Le corps électoral est formé des librairies membres du réseau. 
Jusqu'en 2016, le prix était remis au printemps pour un album publié entre mai de l'année précédente et avril de l'année en cours. Le prix 2017 a été remis en janvier 2018.
 (août 2018).
- 1990 : Cosey (scénario, dessin, couleurs), Le voyage en Italie, t. I, Marcinelle, Dupuis, 1988  (ISBN 2-8001-1597-1)
- 1991 : Max Cabanes (scénario, couleurs), Colin Maillard, Bruxelles, Casterman, 1991  (ISBN 2-203-33824-5)
- 1992 : Jean-Claude Denis (scénario, dessin), L'Ombre aux tableaux, Paris, Albin Michel, 1991  (ISBN 2-226-05160-0)
- 1993 : Michel Plessix (dessin), Dieter (scénario), Isabelle Rabarot (couleurs), Julien Boisvert, t. III : Jikuri, Paris, Delcourt, 1992  (ISBN 2-84055-002-4)
- 1994 : Miguelanxo Prado (scénario, dessin, couleurs), Trait de craie, Bruxelles, Casterman, 1993  (ISBN 2-203-33855-5)
- 1995 : Lidwine (scénario, dessin), Isabelle Rabarot (couleurs), Le Dernier Loup d'Oz, Paris, Delcourt, 1994  (ISBN 2-84055-019-9)
- 1996 : Baru (scénario, dessin), L'Autoroute du soleil, Bruxelles, Casterman, 1995  (ISBN 2-203-37206-0)
- 1997 : Stephen Desberg (scénario), Enrico Marini (dessin, couleurs), L'Étoile du désert, t. I, Paris, Dargaud, 1996  (ISBN 2-88257-032-5)
- 1998 : Jean-Pierre Gibrat (scénario, dessin, couleurs), Le Sursis, t. I, Marcinelle, Dupuis, 1997  (ISBN 2-8001-2325-7)
- 1999 : Pascal Rabaté (scénario, dessin), Ibicus, t. I, Vents d'Ouest, 1998  (ISBN 2-86967-692-1)
- 2000 : Anne Sibran (scénario), Emmanuel Lepage (dessin, couleurs), La Terre sans mal, Marcinelle, Dupuis, 1999  (ISBN 2-8001-2802-X)
- 2001 : Éric Corbeyran (scénario), Cécil (dessin, couleurs), Le Réseau Bombyce, t. I : Papillons de nuit, Paris, Les Humanoïdes associés, 1999  (ISBN 2-7316-1294-0)
- 2002 : Christophe Blain (scénario, dessin), Yuka (couleurs), Walter (couleurs), Isaac le pirate, t. I : Les Amériques, Paris, Dargaud, 2001  (ISBN 2-205-04940-2)
- 2003 : Jirō Taniguchi (scénario, dessin), Quartier lointain, t. I, Bruxelles, Casterman, 2002  (ISBN 2-203-37234-6)
- 2004 : Didier Lefèvre (scénario), Emmanuel Guibert (dessin, couleurs), Frédéric Lemercier (couleurs), Le Photographe, t. I, Marcinelle, Dupuis, 2003  (ISBN 2-8001-3372-4)
- 2005 : Étienne Davodeau (scénario, dessin, couleurs), Chute de vélo, Marcinelle, Dupuis, 2004  (ISBN 2-8001-3539-5)
- 2006 : Nicolas de Crécy (scénario, dessin), Denis Deprez (couleurs), Période glaciaire, Paris, Futuropolis, 2005  (ISBN 2-7548-0006-9)
- 2007 : Fabien Vehlmann (scénario), Frantz Duchazeau (dessin), Walter (couleurs), Les Cinq Conteurs de Bagdad, Paris, Dargaud, 2006  (ISBN 2-205-05779-0)
- 2008 : Émile Bravo (scénario, dessin), Rémi Chaurand (couleurs), Delphine Chédru (couleurs), Une aventure de Spirou et Fantasio par..., t. IV : Le Journal d'un ingénu, Marcinelle, Dupuis, 2008  (ISBN 978-2-8001-4052-0)
- 2009 : Christian De Metter (scénario, dessin, couleurs), Shutter Island, Bruxelles, Casterman, 2008  (ISBN 978-2-203-00775-8)
- 2010 : Manu Larcenet (scénario, dessin), Blast, t. I : Grasse Carcasse, Paris, Dargaud, 2009  (ISBN 978-2-205-06397-4)
- 2011 : Bastien Vivès (scénario, dessin), Polina, Bruxelles, KSTR, 2011  (ISBN 978-2-203-02613-1)
- 2012 : Cyril Pedrosa (scénario, dessin, couleurs), Portugal, Marcinelle, Aire Libre, Dupuis, 2011  (ISBN 978-2-8001-4813-7)
- 2013 : Wilfrid Lupano (scénario), Jérémie Moreau (dessin, couleurs), Le Singe de Hartlepool, Paris, Delcourt, 2012  (ISBN 978-2-7560-2812-5)
- 2014 : Wilfrid Lupano (scénario), Paul Cauuet (dessin, couleurs), Les Vieux Fourneaux, t. I : Ceux qui restent, Bruxelles, Dargaud, 2014  (ISBN 978-2-505-01993-0)
- 2015 : Jean-Michel Dupont (scénario), Mezzo (dessin), Love in Vain, Grenoble, Glénat, 2014  (ISBN 978-2-344-00339-8)
- 2016 : Fabcaro (scénario, dessin), Zaï zaï zaï zaï, 6 Pieds sous terre, 2015  (ISBN 978-2-352-12116-9)

Remise du prix en janvier :
- 2018 : Timothé Le Boucher (scénario, dessin, couleurs), Ces jours qui disparaissent, Glénat, 2017  (ISBN 978-2-344-01332-8)
- 2019 : Nicolas Petrimaux (scénario, dessin, couleurs), Léo Siret (couleurs) Il faut flinguer Ramirez, Glénat, 2018  (ISBN 978-2-344-01188-1) [3]
- 2020 : Alain Ayroles (scénario), Juanjo Guarnido (dessin, couleurs), Les Indes fourbes, Delcourt, 2019  (ISBN 978-2-7560-3573-4) [4]
- 2021 : Hubert (scénario), Zanzim (dessin, couleurs), Peau d'homme, Glénat, 2020  (ISBN 978-2-3440-1064-8) [5]
- 2022 : Aimée de Jongh (scénario, dessin), Jours de Sable, Dargaud, 2021  (ISBN 978-2-5050-8254-5) [6]
- 2023 : Neyef (scénario, dessin), Hoka Hey !, Roubaix, Label 619, 2022  (ISBN 978-2-8102-0229-4) [7]
- 2024 :  Jordi Lafebre (scénario, dessin), Je suis leur silence., Dargaud, 2023  (ISBN 978-2-5051-1977-7) [8]
- 2025 :  Antoine Cristau et Xavier Dorison (scénario), Stéphane Servain (dessin), Ulysse et Cyrano, Casterman, 2024  (ISBN 978-2-2031-7147-3) [9]

## Lauréats de la Mention spéciale pass Culture
Depuis 2023, le pass Culture s'associe à Canal BD afin de décerner une Mention spéciale. Un jury, constitué de bénéficiaires du pass Culture, désigne un album à partir de la liste des nommés établie chaque année dans le cadre du prix des Libraires de bande dessinée Canal BD.
 (août 2018).
- 2023 : Wilfrid Lupano (scénario), Léonard Chemineau (dessin), La Bibliomule de Cordoue, Dargaud, 2021  (ISBN 978-2-5050-7864-7)
- 2024 : Laurent Hopman (scénario), Renaud Roche (dessin), Les Guerres de Lucas, Deman, 2023  (ISBN 978-2-4931-8499-3)
- 2025 : Gaëlle Geniller, Minuit passé, Delcourt, 2024  (ISBN 978-2-4130-7894-4)